# Carrington Garland
Carrington Garland (* 27. Januar 1964 in Los Angeles, Kalifornien) ist eine ehemalige US-amerikanische Schauspielerin.

## Biografie
Sie entstammt einer Künstlerfamilie und ist die Tochter der Schauspielerin Beverly Garland. Carrington Garland studierte Theater und Journalistik an der Pepperdine University und Modemarketing.
Nach dem College war sie in kleinen Rollen in  Fernsehserien zu sehen. Von 1989 bis 1991 war sie in der US-Soap California Clan als Kelly Capwell zu sehen. Nach ihrem Ausscheiden aus dem California Clan verabschiedete sie sich von der Schauspielerei und betätigte sich fortan nur noch als Innenarchitektin. Die frühere Schauspielerin ist verheiratet mit Carlos Goodman. Gemeinsam haben sie eine Tochter.